# Ouatinoma (Ouahigouya)
Pour les articles homonymes, voir Ouatinoma.
Ouatinoma, également orthographié Ouattinoma ou Watinoma, est une localité située dans le département de Ouahigouya de la province du Yatenga dans la région Nord au Burkina Faso.

## Géographie
Ouatinoma se trouve à environ 15 km au nord-est du centre de Ouahigouya, le chef-lieu du département, ainsi qu'à 8 km à l'ouest de Namissiguima.

## Économie
Depuis les années 2010, la société canadienne Riverstone Karma SA (propriété d'Endeavour Mining) exploite un site aurifère situé au nord-ouest du village, rattaché aux complexe de mines de Namissiguima.

## Santé et éducation
Le centre de soins le plus proche de Ouatinoma est le centre de santé et de promotion sociale (CSPS) de Namissiguima (dans le département homonyme voisin) tandis que le centre hospitalier régional (CHR) se trouve à Ouahigouya.